# 黄德宽
黄德宽（1954年—），男，汉族，古文字学家。现任中国文字学会会长，国家社科基金语言学科召集人，教育部社会科学委员会语言文学学部委員，中文学科教学指导委员会副主任委员。清华大学人文学院人文讲席教授、出土文献研究与保护中心主任。曾任安徽大学校长、党委书记，主要研究领域为中国文字学、古文字学。享受国务院政府特殊津贴专家，1998年入选国家百千万人才工程（一、二层次）。

## 著作及合著
- 《汉语文字学史》[2]
- 《汉字阐释与文化传统》
- 《古汉字形声结构论》

## 学术成就
- 主持完成国家社会科学研究基金“九五”重点项目《商周秦汉汉字发展谱系研究》[3]等。

## 兼任职务
- 国家社会科学基金评审委员会委员
- 教育部中文学科教学指导委员会副主任委员
- 中国古文字研究会法人代表
- 中国文字学会会长
- 安徽省社会科学界联合会副主席